# Nemanja Kojić
Nemanja Kojić (Servisch: Немања Којић) (Loznica, 3 februari 1990) is een Servisch voetballer die bij voorkeur als aanvaller speelt. Hij verruilde in februari 2013 FK Rad voor FK Partizan.
Kojić maakte op 30 juni 2011 Kojić zijn debuut in de UEFA Europa League. In deze wedstrijd, tegen het San Marinese SP Tre Penne, scoorde hij voor FK Rad.
1 A. Jovanović  ·
3 M. Ilić ·
4 Jurčević ·
5 Antić ·
9 Đ. Jovanović ·
10 Natkho ·
14 Kovač ·
15 Kalulu ·
16 Owusu ·
17 Živković ·
18 Mujakić ·
19 Šćekić ·
20 Grimaldo ·
23 Nikolić ·
24 Đurđević ·
25 De Medina ·
26 Filipović ·
27 Fuhrer ·
29 Zahid ·
30 Roganović ·
31 Krunić ·
33 Arriaga ·
39 Ibrahim ·
40 Simić ·
42 D. Jovanović ·
43 Trifunović ·
44 Makević ·
45 Stjepanović ·
50 Lazarević ·
70 Janković ·
77 Goh ·
78 Petrović ·
85 Stevanović ·
88 Kerkez ·
90 Alilović ·
Coach: Milošević